# Varitrella
Varitrella is een geslacht van rechtvleugeligen uit de familie krekels (Gryllidae). De wetenschappelijke naam van dit geslacht is voor het eerst geldig gepubliceerd in 2003 door Gorochov.

## Soorten
Het geslacht Varitrella omvat de volgende soorten:
- Varitrella mindoroensis Gorochov, 2006
- Varitrella palawanensis Gorochov, 2006
- Varitrella variabilis Gorochov, 2006
- Varitrella bakeri Chopard, 1925
- Varitrella conspersa Stål, 1877
- Varitrella depressa Gorochov, 2003
- Varitrella nigrifrons Chopard, 1931
- Varitrella quadrata Haan, 1842
- Varitrella saussurei Stål, 1877
- Varitrella varipennis Walker, 1869